# Rivière Florian
Rivière Florian är ett vattendrag i Kanada.   Det ligger i provinsen Québec, i den östra delen av landet, 500 km nordost om huvudstaden Ottawa. Rivière Florian ligger vid sjöarna  Lac de la Biche och Lac d'Un Mille.
Trakten runt Rivière Florian är nära nog obefolkad, med mindre än två invånare per kvadratkilometer.